# 本体论 (哲学)
本體論，或譯存在論、存有論等（英語：ontology），是哲學的一個分支，研究存在、存有、生成和現實等概念。它包括如何將實體分組到基本類別，以及這些實體中哪些存在於最基本的級別的問題。本體論有時被稱為存有科學（英語：science of being），屬於哲學的主要分支形而上學。
本體論者經常嘗試確定類別或最高類別是什麼，以及它們如何形成一個類別系統，該系統提供所有實體的包含分類。通常提出的類別包括實體（英語：Substance）、性質、關係（英語：Relations）、事態（英語：State of affairs）和事件。這些類別以基本的本體論概念為特徵，如特殊性和普遍性、抽象性和具體性，或可能性（英語：possibility）和必然性（英語：necessity）。本體依賴（英語：ontological dependence）的概念決定了一個類別的實體是否存在於最基本的層次上。本體內部的分歧通常是關於屬於某個類別的實體是否存在，如果存在，它們如何與其他實體相關。
當用作可數名詞時，術語“本體論”不是指存在科學，而是指存在科學中的理論。本體論根據其理論承諾可以分為各種類型。單範疇本體論（英語：Monocategorical ontologies）認為只有一個基本範疇，而多範疇本體論（英語：polycategorical ontologies）拒絕了這一範疇。分層本體論（英語：Hierarchical ontologies）斷言某些實體存在於更基本的層次上，而其他實體則依賴於它們。另一方面，扁平本體論（英語：Flat ontologies）拒絕任何實體享有這種優越地位。
有關哲學特殊主題領域的本體論問題有「人是什麼？」、「上帝存在嗎？」、「世界有個開始嗎？」。在自然科學領域，則有「什麼是物質？」、「什麼是時空？」、「存在湧現的屬性嗎？」、「什麼是生命？」、「什麼是心靈/心智？」等問題。按照學科的傳統結構，這些主題都屬於“特殊形而上學”的範疇。一些傳統方法側重於存有的概念及其與個體實體的關係。在自然科學中，“生成”的概念非常重要。
現今，術語“本體論”和“形而上學”在分析本體論（德語：Analytische Ontologie）中主要用作同義詞。在計算機科學中，基於哲學術語，形式表示系統（德語：formale Repräsentationssysteme）被稱為“本體”。

## 字源
本体论（英語：Ontology）源自希腊语单词（存有）和（邏各斯，言说、研究、理論）的组合。
拉丁语ontologia一词最早出现在雅各布·洛哈德（Lorhardus）编撰的Ogdoas Scholastica（1606年）。
英语ontology一词第一次出现在牛津英语词典（1664年）。
十七世纪德国哲学家莱布尼兹开始广泛使用本体论一词。
1870年代，日本学者西周將它汉译为理体学。此后又出现了实体学，本体论，本根论，实有论，存有论等中文译名。

## 概述
本体论与亚里士多德关于“存在之为存在”这个问题紧密相关：即所有实体在最广泛的意义上的共同特性。对这个问题有两种基本回答：其一是巴门尼德的，他认为能够被思想，被说出来的就是存在的。另一个是柏克莱的，他认为“存在即被感知”。
范畴问题与“存在之为存在”密切相关但又不尽相同。通常将范畴视为最高的种类或属。范畴系统提供排他且详尽的实体分类：每个实体都完全属于一个范畴。亚里士多德提出了此类分类，它们通常包括物质，属性，关系，事务或事件的状态等。范畴之间区分的核心是各种基本的本体论概念，例如，特殊性和普遍性，抽象性和具体性，本体论依赖性，同一性和模态等。这些概念有时被视为范畴本身，用于解释范畴之间的差异，或在描述不同的本体论方面发挥其核心作用。在本体中，关于如何定义不同的范畴缺乏普遍共识。不同的本体论者经常就某个范畴是否完全具有任何成员或某个范畴是否是基本的问题意见不一。

## 內容

### 历史
本體論最早可推朔到古希腊的柏拉图和亚里士多德，亚里士多德曾经定义存在论为“研究物体的存在的科学”。具体地说是研究物体的分类，也就是说：在什麽情况下，一个物体可以被定义为“存在”。比如包括“普遍”的问题和“具体”的问题。
笛卡尔在《第一哲学沉思集》一书正文后附录的“笔者对第二组反驳的答复”最后一部分中对“本体”的定义是：
|  | 一件东西，以它为主体直接寄托着、或者以它为依靠存在着某种我们理会到的东西，即我们心里有实在观念的某种特性、性质或属性，就是本体。因为严格来说，我们对于本体没有别的观念，只认为它是这样一个东西，其中形式地或卓越地存在着我们所理会地东西，即客观地在我们的某个观念里面的东西，因为天然的光亮告诉我们，无是不能有任何实在的属性的。 |

黑格爾抨擊了關於第一因的傳統觀點，並且批駁了笛卡爾所創立的我思故我在論及康德所創立的物自體論等等，他認為這些理論忽視了當人們試圖認識現實時，語言等等也在影響人們對於現實的看法，甚至在建構現實 這一事實，因此一種天然自有的知識事實上是不存在的。

### 观念、物体、联系
关于存有可以提出许多问题：“存在是什么？”“什么于存在？”“我是什麽？”等，对于本体论来说，最基本的是找出物体是什么、观念是什么以及它们之间的联系。启蒙时代笛卡儿提出的“我思故我在”开启了本体论基本问题的先例，但笛卡儿并没有深入研究，也认为没有深入研究的必要，后来的神学家们也认为：“究竟是谁可以将这句话普遍应用到一切事物中？当然只有上帝。”
但到了20世纪，当数理哲学、科学哲学和基本粒子物理学的新发现，将以前许多物质的所谓界限都打破了，人们不再满足于神学家所提出的说法。

### 实体和环境
在20世纪各个不同时期存在着形而上学的主观主义学派、客观主义学派、相对论学派等不同流派，后现代主义的实体哲学家们力图通过在不同环境下的哲学行动来重新定义上述的各个问题，主要依赖于生物学、生态学和认知科学的最新研究成果，了解动物在自然和人工提供的环境中的认知情况。
命题相对于不同环境的变化，使得存在更难定义。如果人们说：“A是B”，“A必定是B”或“A曾经是B”究竟有什麽含义？有的哲学家主张去掉英语中的“是”一词，改用以免造成容易混淆的抽象含义；另一些哲学家力图了解词汇中的深层含义和使用方式；马丁·海德格尔想区分开“存在”和“物体”的意义。

### 存在
存在主义者认为“存在”或稱“此在”是最基本的概念。
通俗地讲，“存在”即是事物固有的属性集合，人们可能用不同的词汇、不同的语句、甚至是不同的语言来描述同一事物，但该事物不会因为人们的不同描述而改变。資訊工程中，经常研究词汇之间的相关性，就是要找出人们对同一事物的不同描述，或者从含有相关词汇的语句中，找出他们共同描述的事物。